# Палкин, Игорь Вячеславович
Игорь Вячеславович Палкин (укр. Ігор В'ячеславович Палкін; 29 декабря 1959, Харьков — 10 августа 2022, Киев) — украинский и советский дирижёр, педагог. Сын дирижёра Вячеслава Палкина. Профессор (2012). Заслуженный деятель искусств Украины (1993). 

## Биография
Родился 29 декабря 1959 года в Харькове, УССР.
Окончил Киевскую консерваторию (1984; класс симфонического дирижирования Р. Кофмана , хорового дирижирования — В. Лысенко). 
С тех пор — дирижёр, 1989—95 — главный дирижёр Государственного детского музыкального театра в Киеве. Дирижировал представления: «Ивасик-Телесик» К. Стеценко (1987; 1-е исполнение), «Письма любви», «Вий» по М. Гоголю (концертное исполнение) и «Одиночество» (1-е исполнение) В. Губаренко, «Сказка о попе и батраке его Балде» Д. Шостаковича (1989), «Дитя и чары» (1990; оба — 1-е исполнение в Украине), «Болеро» М. Равеля, «Фауст» Ш. Гуно, «Жизель» А. Адана, «Риголетто» Дж. Верди, «Сказка о царе Салтане» М. Римского-Корсакова, «Иоланта», «Франческа да Римини», «Щелкунчик» (1993) П. Чайковского, «Дуэнья», «Ромео и Джульетта» С. Прокофьева. 
С 1997 – дирижёр симфонического оркестра Национальной филармонии Украины. По совместительству профессор кафедры оперно-симфонического дирижирования и художественный руководитель и главный дирижёр (2007—2022) студенческого симфонического оркестра Национальной музыкальной академии Украины.
Автор книги «Вячеслав Палкин. Пути хорового искусства» (Х., 2011) о жизненном и творческом пути отца.
Скончался после продолжительной болезни 10 августа 2022 года в Киеве.